# الحملة العسكرية العراقية في الشمال 1963
عملية دجلة أو الحملة العسكرية العراقية في الشمال هي حملة عسكرية قادها الجيش العراقي على مواقع قوات البيشمركة في الشمال يوم 9 حزيران 1963 بعد فشل المفاوضات بين بغداد والملا مصطفى البارزاني بسبب رفض الحكومة العراقية مطلب البارزاني بإضافة كركوك لمناطق الحكم الذاتي الكردية المزمع تشكيلها بعد حركة 8 شباط 1963 ضمن حرب كردستان العراق 1961 - 1970

## القوات العراقية
تألفت القوات العراقية من الفرقة الرابعة الجبلية وقوات الجحوش «جتا» الزيباريين والبريفكانيين تحت قيادة كل من يونس عطار باشي وخليل جاسم الدباغ وعبد الجبار شنشل وسعيد حمو وإبراهيم فيصل الانصاري والزعيم عبد الرزاق السيد محمود متصرف السليمانية وآخرين بالإضافة إلى الفرقة الثانية المرابطة بكركوك ولواء اليرموك السوري بقيادة فهد الشاعر.

## القوات الكردية
تالفت القوات الكردية من قوات البيشمركة بقيادة الملا مصطفى البارزاني وحسو ميرخان وقوات جيش الأنصار بقيادة توما توماس واخرون بالإضافة الئ العديد من الضباط الشيوعيين الذين فروا من الجيش العراقي بعد حركة 8 شباط 1963 وحركة فايدة 1963 بالإضافة إلى دعم لوجستي واستخباراتي من إيران وإسرائيل.

## سير الحملة
بدأت الحملة بهجوم الجيش العراقي بمختلف الأسلحة على مواقع قوات البيشمركة وكانت هناك حملات أخرى مقترنة بهذه الحملة لافساح المجال للهجوم الشامل مثل الحملة العسكرية العراقية على جبل مقلوب والحملة العسكرية العراقية على ألقوش فيما بعد، وفي صباح يوم 9 نوفمبر تقدمت قطعات الجيش العراقي والجحوش الزيباريين ولواء اليرموك السوري علئ محور بيدة - أتروش ومحور الوكا - سينا - بيرموس وأخيرا محور فايدة - عين سفني. وقام لواء اليرموك السوري بالعسكرة فوق جبل دهوك بينما تقدمت قوات الجحوش بقيادة خليل الدباغ من فايدة حتى عين سفني للسيطرة على المنطقة والجبال المشرفة عليها من القوش - باعذرة - عين سفني. أما القطعات الأخرى من الجيش العراقي فقد تقدمت من دهوك باتجاه قرية بيدة ثم إلى أتروش. ولم يتصد البيشمركة المزوريين للجيش وانسحبوا أمامه دون مقاومة مما أدى لسيطرة الجيش على أتروش لوجود اتفاق مسبق بينهم وبين القوات العراقية.

## نتيجة الحملة
أستمرت الحملة حتى شباط عام 1964. وبالرغم من النجاحات الأولية إلا أنها لم تحقق أهدافها كاملة وتوقفت بعد معركة جبل متين حين استعادت البيشمركة للجبل بعد 45 يوما من القتال مع القوات الحكومية وبعد معركة راوندوز وعندها أعلن الرئيس عبد السلام عارف الجميلي وقفا لإطلاق النار وافق عليه الملا مصطفى البارزاني لكن الحملة أدت إلى انفصال بين الفصائل الكردية بين قوات البيشمركة الموالية للملا مصطفى البارزاني من جهة وبين الأكراد المتشددين من أنصار جلال طالباني والمكتب السياسي للحزب الديمقراطي الكردستاني بزعامة إبراهيم أحمد المدعوم من قبل إيران الراغبين بمواصلة القتال من جهة أخرى ونتج عن الحملة خسائر كبيرة من الطرفين.